# Andrés Limón
Andrés Limón Jiménez es un cartero, sindicalista y político español.

## Biografía
Cartero de profesión, trabajó en la administración central de Correos en Sevilla entre 1970  1974. Posteriormente fue trasladado a Vilaseca y Salou (Tarragona). En 1977 ingresó como militante en la Federación Catalana del PSOE y fue fundador, y secretario primero, de la agrupación del partido en Vilaseca. También ocupó otros cargos en su partido como responsable de finanzas y de organización en la federación de Tarragona, además de secretario de política municipal. A nivel sindical fue militante de la Unión General de Trabajadores (desde marzo de 1977), representante sindical en Correos y responsable de la Federación provincial de Correos de Tarragona. En las elecciones generales de 1979 fue elegido diputado del Partit dels Socialistes de Catalunya por la circunscripción electoral de Tarragona y formó parte del Grupo Parlamentario Socialista Catalán, hasta septiembre de 1981 en que pasó al Grupo Parlamentario Andalucista PSA. Una vez dejó su escaño, abandonó la política activa.